# Ihy

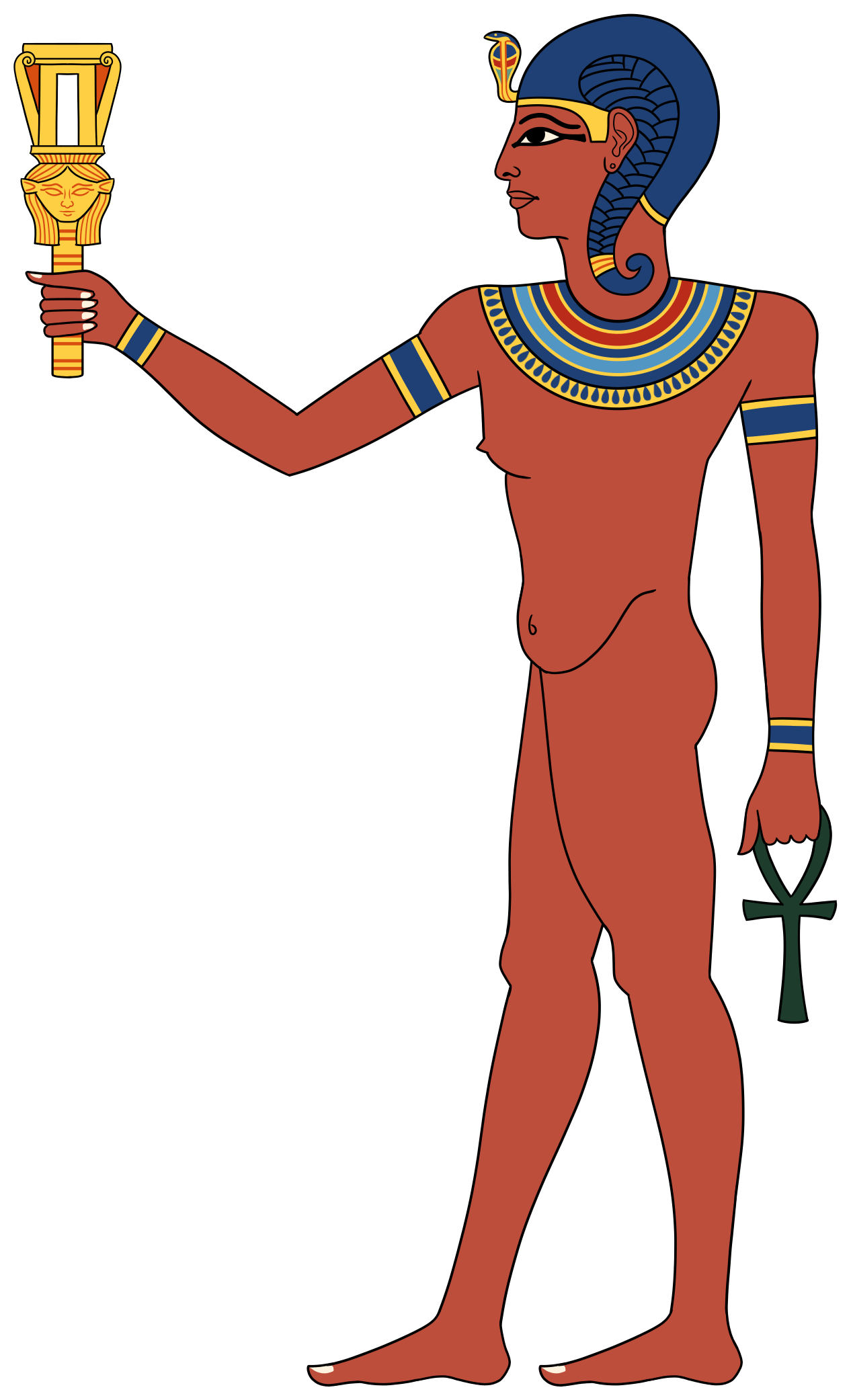
Ihy

Ihy var musikgud i egyptisk mytologi, son till Hathor och en helig tjur.
Ihy avbildades som en yngling med de två rikenas dubbelkrona.